# 苏恩德尔巴尼
苏恩德尔巴尼（Sunderbani），是印度查谟-克什米尔邦Rajauri县的一个城镇。总人口4657（2001年）。

## 人口
该地2001年总人口4657人，其中男性3072人，女性1585人；0—6岁人口441人，其中男257人，女184人；识字率84.17%，其中男性为88.02%，女性为76.72%。